# أغنيس توبيرت
أغنيس ماري كونستانز فون هارتمان (7 يناير 1844 - 8 مايو 1877)، التي كتبت تحت اسم أ. توبيرت، كانت فيلسوفة وكاتبة ألمانية. تزوجت من الفيلسوف إدوارد فون هارتمان، وكانت من أشد المدافعين عن كتابه "فلسفة اللاوعي" (1869). ألّفت كتابين انتقدتا أفكاره ودافعتا عنها في آن واحد: "الفلسفة ضد تجاوزات العلوم الطبيعية" (1872) و"التشاؤم ومعارضوه" (1873). كان لهذه الأعمال دورٌ هامٌ في النقاشات الفكرية الدائرة حول جدل التشاؤم في ألمانيا.